# ابن هتیمل
قاسم بن علی ضَمَدی که کوتاه‌تر ابن هُتَیْمِل نامیده می‌شود (۱۲۰۱م-؟) شاعر یمنی در سدهٔ هفتم هجری بود. بهترین شعرهای او را مدائحش برشمرده‌اند و همچنین رثای او برای خانواده‌اش، چرا که همسرش فاطمه و خواهرش و برادرش هر سه در یک هفته درگذشته‌اند و کمی بعد پسرش سلطان نیز درگذشت. از ابن هتیمل همچنین بدیعیه (شعر در مدح پیامبر اسلام) نیز برجای مانده است.